# 索克
索克（Thokk，Þökk）在北歐神話中，據說是洛基（Loki）為了陷害巴德爾（Baldr）而變的，形象是住在地底的一位冷漠绝情的年老冰霜女巨人，是地底中的煤之化身。
當巴德爾在洛基的陰謀下，被眼盲的霍德爾（Hoder）殺死後，悲傷的母親弗麗嘉（Frigg）拜託赫爾莫德（Hermod）前往死王之國探望巴德爾。赫爾莫德帶回地獄女王赫尔（Hel）的條件，赫尔允诺只要幽冥九界所有的生命及無生命都為巴德爾哭泣的話，才可讓巴德爾復活。因此神使游历九界，令万物都为巴德爾哀悼，於是，萬物都哭泣了，相傳這眼淚就是早晨時的露水。正当他们完成使命，要返回阿瑟伽德宫中之时，却意外地发现洞穴中的索克正幸灾乐祸。众神向她要求一滴眼泪时，她断然拒绝道：『巴德爾与我何干？赫尔不妨永远留着他吧！』还揚言道她住在地底並不需要什么光明，所以她不肯為巴德爾哭泣，所以巴德爾只能繼續留在死亡之國。